# Genoplesium acuminatum
Genoplesium acuminatum är en orkidéart som först beskrevs av Richard Sanders Rogers, och fick sitt nu gällande namn av David Lloyd Jones och Mark Alwin Clements. Genoplesium acuminatum ingår i släktet Genoplesium och familjen orkidéer. Inga underarter finns listade i Catalogue of Life.